# Juzjno-Suchokumsk
Juzjno-Suchokumsk (ryska Ю́жно-Сухоку́мск) är en stad i Dagestan i Ryssland. Staden har en yta på 6,23 km2, och den hade 10 359 invånare år 2015.